# 油徳利

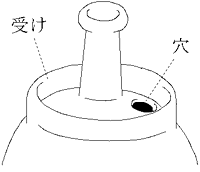
油を無駄にしない構造の一例。注ぎ口から垂れた油が「受け」で受け止められ、穴を通じて徳利の中に戻る。

油徳利（あぶらとっくり）は、日本の民具の一つで、灯明などに用いる油の購入用または保存用の容器。
名称の通り、酒や醤油などに用いる徳利と同様の形状のものが多い。火皿や秉燭（油皿）に油を注ぐ際には、この油徳利から油差しに移して用いるが、油が高価であったことから、徳利の口から垂れた油が無駄にならないように、徳利上部に受けを付けておき、垂れた油が再び徳利の中に戻るよう工夫したものもあった。
材質は主に陶磁性だが、寒いと油が固まりやすいことを考慮し、底の部分に炭火を入れることのできる仕掛けを持つ金属性のものもある。

## 伝承
細川宗春による江戸時代中期の随筆『二川随筆』には、油徳利が登場する話がしるされている。和泉国岸和田（現・大阪府岸和田市）の農家にある油徳利が、生活に必要な油を5年間に渡って出し続けたという。